# Эстуарный английский
Эстуа́рный английский (англ. Estuary English) — диалект английского языка, на котором говорят в Юго-Восточной Англии, в большей части вдоль реки Темзы и её эстуария. Фонетик Джон Уэллс определил эстуарный английский как «стандартный английский с южно-английским акцентом». Название «эстуарный» происходит из английского названия устья Темзы у Северного моря (англ. Thames Estuary). Эстуарный английский можно услышать в Лондоне, Кенте, на севере графства Суррей, на юге графства Эссекс и Хертфордшир. У эстуарного английского много общего с диалектом кокни, и среди лингвистов ведутся споры о границах одного и другого.
В первый раз внимание на эстуарный английский обратил Дэвид Роузварн в своей статье в газете Times Educational Supplement в октябре 1984 года. Он заявил, что эстуарный английский может прийти на смену Received Pronunciation на юго-востоке Англии. Исследования показали, что эстуарный английский не является цельным отдельным вариантом английского языка; а скорее, смесью некоторых (не всех) фонетических особенностей речи представителей рабочего класса Лондона, с разной скоростью социально внедряющихся в речь представителей среднего класса, а географически — в другие акценты юго-востока Англии.

## Особенности
Эстуарный английский характеризуется следующими особенностями:
- отсутствие ротацизма (англ. Non-rhoticity).
- использование интрузивного и связующего /r/: произношение звука /r/ между гласными для упрощения произношения нескольких гласных подряд (англ. linking and intrusive R). Например, drawing произносится как /ˈdrɔːrɪŋ/.
- присутствие некоторых оппозиций гласных (англ. vowel splits), а именно:
  - различение wholly и holy — означает, что wholly /ˈhɒʊli/ не рифмуется с holy /ˈhəʊli/[4].
  - различение foot-strut — в foot /fʊt/ другой гласный звук, нежели чем в strut /strʌt/.
  - различение trap-bath — гласные звуки в bath /bɑːθ/ и trap /træp/ отличаются.
  - также выделяется различение THOUGHT, согласно которому board /bɔːd/ не рифмуется с bored /bɔəd/.[5] /ɔː/ (в фонетике — [ɔʊ] или /oː/)[5] появляется перед согласными, а /ɔə/ (в фонетике — [ɔə] или /ɔː/)[5] — на границе морфем. Przedlacka (2001), однако, отмечает, что и /ɔː/, и /ɔə/ имеют одну монофтонговую ипостась — /ɔː/.[6]
- гортанные смычки на месте звука /t/ в конце некоторых слов; так, например, can’t произносится как /kɑːnʔ/.
- явление, именуемое Yod coalescence — использование аффрикатов [dʒ] и [tʃ] вместо звуковых кластеров [dj] и [tj] в таких словах, как dune и Tuesday. Таким образом, они произносятся соответственно как June и choose day.
- реализация /l/ перед согласными, отличная от той, что встречается в традиционном британском английском. Возможны четыре варианта:
  - вокализация L, или использование [o], [ʊ], или [ɯ] там, где RP применяет [ɫ] в конце слов или звуковых кластеров, например в слове whole (произносится как /hoʊ/).
  - по Ladefoged & Maddieson (1996), озвученный l заднего ряда иногда произносится как несмычный боковой аппроксимант, отличающийся от [ɫ] из RP только тем, что язык не соприкасается с альвеолами.[7]
  - l заднего ряда произносится как /l/ переднего, как в большинстве акцентов ирландского английского. Przedlacka (2001) сообщает, что во время её исследования «у всех четырёх [опрошенных] жителей Эссекса [l] в pull переднего ряда».[8] Передний /l/ на конце слов (в отличие от более распространённого на этой позиции [ɯ])[9] также встречается в новозеландском английском.[9] Обратная ситуация, когда вместо переднего [l] произносится /ɫ/ заднего ряда, в эстуарном английском не встречается.
  - разница между вокализированными [o ~ ʊ ~ ɯ], задним невокализированным [ɫ] и передним невокализированным [l], в зависимости от слова.[8]

Возможное положение звука /əʊ/ эстуарного английского на графике гласных звуков, по Lodge (2009)

- изменения в гласных звуках, а именно:
  - /iː/ (как в 'FLEECE') может быть реализовано как [iː], [ɪi] или [əi];[6] преобладают первые два варианта.[10] Перед /l/ заднего ряда иногда встречается центрирующий дифтонг [iə].[6]
  - /uː/ (как в 'GOOSE') можно произнести множеством разных способов, среди которых монофтонги /ʏː/, /ɪ̝ː/, /ʉː/, /ɨː/, [ʉ̠ː], /u̟ː/[6] и дифтонги [ɘɵ], [ɘʏ], [ʏɨ] и [ʊu].[11] Среди женщин наиболее распространены /ʏː/, /ɪ̝ː/, [ɘʏ] и [ʏɨ].[6] /u:/ перед /l/ заднего ряда сам тоже заднего ряда.[12]
  - /ʊ/ может быть гласным среднего ряда (округленным [ʊ̈] или неокругленным [ɪ̈]),[13] ненапряжённым переднего ряда [ʏ],[14] или ненапряжённым заднего ряда [ʊ], как в RP. Перед /l/ заднего ряда употребляется только последний вариант.
  - /ɔː/ (как в 'THOUGHT'), согласно Пшедляцкой (Przedlacka (2001)), выражается двумя способами — дифтонгом ([oʊ] в закрытых слогах и [ɔə] или [ɔ̝ə] в открытых)[6] или монофтонгом /ɔː/. По Parsons (1998) это либо [ɔʊ] или /oː/ перед согласным, и либо [ɔə] или [ɔː] на границе морфем.[5]
  - /ʌ/ (как в 'STRUT') можно произнести как /ɒ/, /ʌ/, /ɐ/, [ɐ̟] или /æ/. Чаще всех употребляется [ɐ]. Первые два варианта в основном встречаются перед /ŋ/. Передние гласные [ɐ̟] и [æ]) чаще встречаются у женщин.[6]
  - /æ/ (как в 'TRAP') может быть реализовано как /a/, [a̝], /æ/, [ɛ̞] или /ɛ/.[6][15] У некоторых жителей Рединга вместо них можно услышать немного сдвинутый назад [a̠].[16]
  - /əʊ/ (как в 'GOAT') выражается несколькими способами. По Przedlacka (2001) варианты таковы: [əʊ], [ɐʊ], [əʏ] или [ɐʏ]; последние два чаще употребляются женщинами.[17] Она также заметила на этом месте полностью округленный дифтонг [oʊ] у некоторых жителей Эссекса, и две редких реализиции в виде монофтонгов /ɐː/ и [o̞ː].[17] Согласно Lodge (2009), /əʊ/ эстуарного английского может произноситься как [ɑːɪ̯̈] или [ɑːʏ̯̈], где первая часть немного удлинена и более открыта по сравнению с Received Pronunciation, а вторая представляет собой ненапряжённый гласный среднего ряда верхнего подъёма, огубленный или неогубленный.[18]
  - /eɪ/ (как в 'FACE'), согласно Przedlacka (2001), реализуется через [ɛ̝ɪ], [ɛɪ], [ɛ̞ɪ] или [æɪ], среди которых преобладают [ɛɪ] и [ɛ̞ɪ].[17] По Wells (1994), данный звук можно произнести как [eɪ], [ɛɪ], [æɪ], [ɐɪ] или [ʌɪ].[12]
  - aɪ/ (как в 'PRICE') выражается через [aɪ], [a̠ɪ], [ɑ̟ɪ], [ɒ̟ɪ], [ɑɪ] или [ɒɪ].[17]
  - /aʊ/ (как в 'MOUTH') можно произнести как [aʊ], [aʏ], [æə], [æʊ] или [æʏ]. [a] здесь обозначает передний /a/, а не средний [a̠].[17]
- неразличение гласных перед /l/ заднего ряда, а именно:
  - не различаются (звучат одинаково) /iːl/ (как в 'REEL') и /ɪəl/ (как в 'REAL').[12]
  - не различаются /ɔɪl/ (как в 'OIL') и /ɔɪəl/ (как в 'ROYAL').[12]
  - не различаются /aʊl/ (как в 'OWL') и /aʊəl/ (как в 'VOWEL').[12]
  - к другим возможным случаям неразличения относятся:
    - /iːl/ (как в 'FEEL') и /ɪl/ (как в 'FILL'). Так как сочетание /ɪəl/ сливается с /iːl/, оно тоже участвует в данном слиянии.[12]
    - /uːl/ (как в 'POOL') может сливаться как с /ʊl/ (как в 'PULL'), так и с /ɔːl/ (как в 'PAUL').[12]
    - /eɪl/ (как в 'VEIL') может сливаться как с /æl/ (как в 'VAL'), так и с /aʊəl/ (как в 'VOWEL').[12]
    - /ɛl/ (как в 'WELL') и /ɜːl/ (как в 'WHIRL').[12]
    - /aɪl/ (как в 'CHILD’S') и /ɑːl/ (как в 'CHARLES').[12]
    - /ɒl/ (как в 'DOLL') и /ɒʊl/ (как в 'DOLE').[12]

Несмотря на сходство двух диалектов, в эстуарном английском отсутствуют некоторые особенности кокни:
- опущение H, то есть пропуск звука /h/ перед ударным гласным ([æʔ] в hat).
- реализация /aʊ/ (как в 'MOUTH') в виде монофтонга ([æː] или [aː]).

Тем не менее, связь между эстуарным английским и кокни прослеживается не совсем четко, из-за чего данные особенности кокни могут иногда в нём прозвучать. Некоторые исследователи даже предполагают, что эстуарный английский вообще не является отдельным акцентом среди других акцентов Лондона. Социолингвист Питер Традгил пишет, что название «эстуарный английский» некорректно, поскольку «оно предполагает, что мы говорим о некой новой разновидности языка, что неверно, а также то, что эта разновидность встречается лишь в границах эстуария Темзы, что также неверно. Это название на самом деле закреплено за акцентом нижнего слоя среднего класса, в отличие от диалектов рабочего класса современной диалектной зоны домашних графств». (См. также — Roach (2009:4)). Foulkes & Docherty (1999) отмечают, что «все его [эстуарного английского] особенности на социолингвистической и географической шкале лежат между кокни и Received Pronunciation. Эстуарный английский распространяется не из-за своего явного влияния, а по причине того, что его особенности не уходят в крайности названных шкал».
К примеру, говорят, что произношение th как f (также известное как th-fronting) начинает «приживаться» в эстуарном английском. Жители острова Танет на востоке Кента часто называют его (остров) «Plannit Fannit» (Planet Thanet, «Планета Танет»)

## Употребление
Эстуарный английский очень распространен на юге и юго-востоке Англии, в основном среди молодежи. Многие считают его акцентом рабочего класса, несмотря на то, что одним рабочим классом он не ограничен. В спорах вокруг опубликованной в 1993 году статьи об эстуарном английском, один лондонский бизнесмен отметил, что общепринятое произношение теперь воспринимается как нечто враждебное, поэтому эстуарный английский становится всё более предпочтительным языком для коммерческих целей.
Некоторые люди перенимают эстуарный акцент, чтобы «раствориться» в обществе, либо чтобы казаться представителями рабочего класса, или в попытке выглядеть «обычным» человеком. Иногда попытки насмешливо воспроизвести этот акцент называют «мокни». Факт ухода от традиционного общепринятого произношения сейчас присутствует почти среди всей молодежи среднего класса в Англии.
Употребление понятия «Эстуарный английский» иногда имеет пренебрежительный оттенок ввиду инцидента, произошедшего с бывшей олимпийской легкоатлеткой Салли Ганнелл, которая стала ведущей на телеканале Channel 4, а затем на BBC. Она уволилась из BBC, объявив, что она «очень подорвана» отсутствием поддержки со стороны руководства телекомпании после того, как её серьёзно критиковали за её «невдохновляющий стиль ведения интервью» и «ужасный эстуарный английский».